# Olof Bergfeldt
Olof Gotthard Bergfeldt, född den 26 december 1870 i Göteborg, död den 31 oktober 1940 i Ulricehamn, var en svensk jurist.
Bergfeldt avlade hovrättsexamen vid Uppsala universitet 1896. Han blev extra ordinarie notarie i Svea hovrätt 1896, i Göta hovrätt 1897, fiskal där 1909, hovrättsråd 1911 och revisionssekreterare 1914. Bergfeldt var häradshövding i Kinds och Redvägs domsaga från 1916 till sin död. Han blev riddare av Nordstjärneorden 1915 och kommendör av andra klassen av samma orden 1931. Bergfeldt vilar på Norra begravningsplatsen utanför Stockholm.